# Sibon perissostichon
Espèce
Statut de conservation UICN

 DD  : Données insuffisantes
Sibon perissostichon  est une espèce de serpents de la famille des Dipsadidae.

## Répartition
Cette espèce est endémique de l'Ouest du Panama.

## Publication originale
- Köhler, Lotzkat & Hertz, 2010 : A new species of Sibon (Squamata: Colubridae) from western Panama. Herpetologica, vol. 66, no 1, p. 80-85.